# Джардини, Элиане
Элиа́не Терези́нья Джарди́ни (порт.-браз. Eliane Teresinha Giardini; род. 20 октября 1952, Сорокаба, Сан-Паулу, Бразилия) — бразильская актриса и режиссёр. Разносторонняя артистка, получившая признание критиков, начала свою карьеру на сцене Университета Сан-Паулу, а затем стала популярной на телевидении благодаря своим ярким персонажам. За свою карьеру она получила несколько наград, в том числе премию «APCA», три награды «Qualidade Brasi» и премию «Governador do Estado», а также получила номинацию на премию «Grande Otelo» и две номинации на премию «Guarani».
Джардини дебютировала на профессиональной сцене «Золотой рот» (1972), классическом произведении Нелсона Родригеса, хотя ранее уже участвовала в некоторых любительских постановках. С тех пор она стала постоянной участницей театральной сцены, присоединившись к различным театральным группам и играя в спектаклях, получивших признание критиков. Среди её заметных работ в театре — «На пути к Божественному» (1979), «Рассвет моей жизни» (1981), «С блохой за ухом» (1984), «Зверь в чаще» (1991), «Память воды» (2001), «Тарсила» (2004), «Царь Эдип» (2012) и, самая последняя, «Неприличная близость» (2022).
На телевидении Элиане дебютировала в 1982 году в качестве главной героини теленовеллы «Змеиное гнездо» на канале Band TV. Она исполнила важные роли в телесериалах «Украденная жизнь» (1984), «Надежда в воздухе» (1985), «Элена» (1987) и «Счастье» (1991). Однако настоящую известность у зрителей она получила благодаря роли Доны Патроа в теленовелле «Возрождение» (1993). Также она снималась в таких телесериалах, как «Взрыв в сердце» (1995), «Непокорная» (1997), «Воздушные замки» (1999), «Клон» (2001), за которую была признана лучшей актрисой по версии Ассоциации художественных критиков Сан-Паулу, «Америка» (2005), «Дороги Индии» (2009), «Новые времена» (2010), «Проспект Бразилии» (2012), «Любовь к жизни» (2013), «Этот прекрасный мир» (2016), «Другая сторона рая» (2017), «Сироты земли» (2019), «Земля и страсть» (2023) и «Одержимость тобой» (2024).
В кино Элиане впервые появилась в драме «Плата за смерть» (1971), спродюсированной её дядей В. Ж. Солей, но наибольшее признание получила за роль в романтическом фильме «Любовь в воздухе» (1997), за которую была удостоена престижной награды за лучшую женскую роль на фестивале в Грамаду. Элиане известна своей универсальностью, сыграв в самых разных жанрах, особенно выделившись в фильмах «Тропические мечты» (2001), «Ольга» (2004), за который была номинирована на премию «Grande Otelo», «Шато, король Бразилии» (2015), «Зверь в джунглях» (2017) и «Забытый» (2019), за последний из которых получила награду за лучшую женскую роль второго плана на кинофестивале в Рио.

## Биография

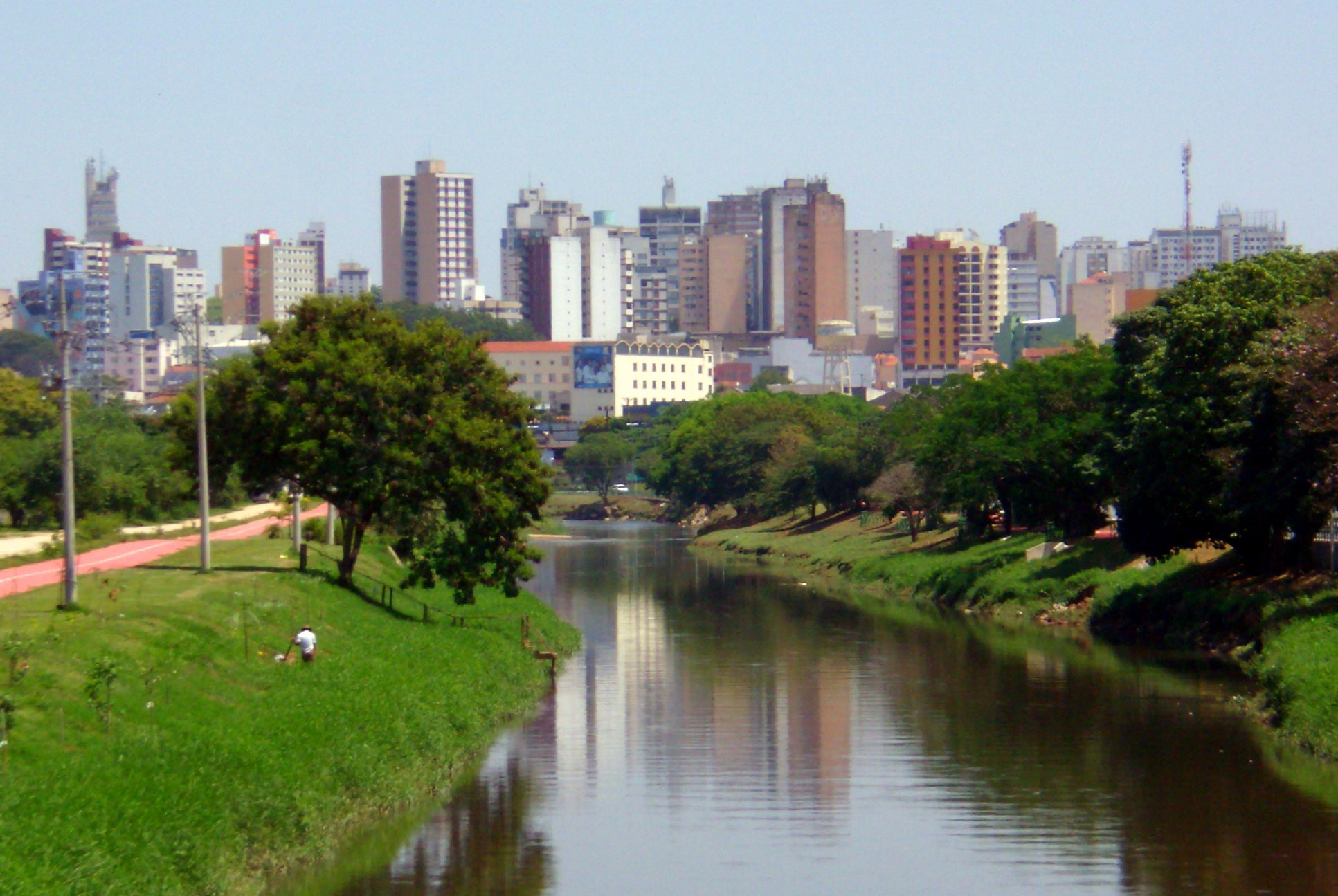
Частичный вид района Сорокабы, родного города актрисы.

Родилась 20 октября 1952 года в Сорокабе, в штате Сан-Паулу (Бразилия). Её отец владел автомастерской, а мать была домохозяйкой. Джардини имеет итальянские корни по линии отца и португальские — по линии матери. С детства она обнаружила своё призвание к актёрству, посещая репетиции любительского театра по приглашению отца своей школьной подруги. В то время она училась в католической школе при монастыре, и, по её словам, этот опыт сыграл важную роль в создании некоторых персонажей, основанных на её воспоминаниях о жизни в этом учебном заведении.
В юности Элиане подумывала о том, чтобы изучать философию или филологию в университете, но изменила своё решение в 17 лет после визита своего дяди Вальдемара Жозе Соля, который заехал в Сорокабу во время поездки. Он направлялся в Сан-Паулу за оборудованием для съёмок своего нового кинопроекта. Он пригласил Элиане сыграть одну из ролей в фильме, и она согласилась, отправившись в Параибу для съёмок «Плата за смерть» (1971). Вернувшись в Сан-Паулу уже с опытом съёмок в кино, она сразу же получила приглашение присоединиться к театральную группу Artes, где в начале 1970-х познакомилась с актёром Пауло Бети, с которым вскоре начала встречаться и в дальнейшем вышла замуж.
Оба они вместе участвовали в фестивале самодеятельного театра, где в 1971 году поставили пьесу «Тот, кто платит за обещания», и были награждены премией губернатора штата. Благодаря этой награде они получили стипендию и поступили в Школу драматического искусства при Университете Сан-Паулу.
Сначала Элиане продолжала жить в Сорокабе из-за финансовой нестабильности пары в столице. В течение двух лет она ездила между своим родным городом и Сан-Паулу, чтобы учиться. Её мать, которая была швеёй, шила одежду на заказ, продавала её и отдавала деньги Элиане на проезд. Позже Элиане удалось переехать в Сан-Паулу.

## Карьера

### 1972—1989: Первые роли в профессиональном театре и на телевидении
В 1972 году, в возрасте 19 лет, Элиане Джардини приняла участие в своём первом профессиональном театральном проекте — постановке спектакля «Золотой рот» (порт. Boca de Ouro), написанного Нелсоном Родригесом и поставленного Эмилиу Ди Биази, в котором также играл Пауло Бети. В следующем году, практически с тем же актёрским составом, она участвовала в постановке пьесы «Ревизор» — комедии Николая Гоголя, высмеивающей коррупцию государственных чиновников, под руководством Силвиу Зилбера. В том же 1973 году она дебютировала в спектакле «Мнимый больной» — пьесе Мольера, в которой её поставил Антониу Меркаду. Она продолжила свою карьеру на сцене, и 1974 год стал очень плодотворным в её творческом пути — она сыграла в трёх спектаклях: «Вон, Перед дверью», поставленном Фаусту Фузером; «След в прошлом», в постановке Жонаса Блоха; и в адаптации пьесы «Виктор, или Дети у власти» Роже Витрака, с режиссурой Селсу Нунеса.
В 1979 году она получила большее признание благодаря спектаклю «На пути к Божественному» (порт. Na Carrera do Divino), поставленному Паулу Бетти по пьесе Карлуса Алберту Софредини. С этим спектаклем она гастролировала по разным местам вместе с театральной труппой, состоявшей из друзей, которые хотели рассказать собственные истории, поскольку большинство участников были родом из провинции. Постановка имела успех как у критиков, так и у зрителей, и принесла большую стабильность в жизнь Элиане и Пауло, которые к тому времени уже воспитывали дочь.
В 1993 году она добилась большого успеха, сыграв Дону Патроа в теленовелле «Возрождение». Эта роль принесла ей несколько положительных отзывов, и её имя было названо одной из самых красивых женщин страны. В 1995 году Элиане показала свою комедийную сторону в мыльной опере «Взрывает сердце», в роли цыганки Лола. В 1997 году она сыграла Санта-Марию в телесериале «Индомада», одного из самых ярких персонажей сюжета. В том же году она получила награду за лучшую женскую роль на кинофестивале в Грамаду за фильм «Любовь в воздухе».
В 2001 году она сыграла Кондессу де Гувинью в мини-сериале «Семья Майя», основанном на произведении Эса де Кейроса. В том же году она сыграла Назиру в телесериале «Клон», который принёс ей награду за лучшую женскую роль от Ассоциации художественных критиков Сан-Паулу. В 2003 году играла одну из главных героинь мини-сериала «Дом семи женщин», решительную Дону Каэтану, национальную икону в истории Бразилии. В 2005 году она сыграла вдову Неуту в телесериале «Америка». Её персонаж был очень важен в сюжете и пользовался большой популярностью у зрителей.
В 2012 году сыграла комического персонажа Муриси Араужо в телесериале «Проспект Бразилии». В следующем году она снялась в теленовелле «Любовь к жизни», где сыграла Ордалию, мать главного героя Бруно, которого играет Мальвино Сальвадор.

## Личная жизнь
В период с 1973 по 1997 год Элиане была замужем за актёром Пауло Бетти, от которого у неё родились две дочери: Джулиана (1977) и Мариана (1981). Во время материнства она временно отказалась от актёрской карьеры, возобновив её только в 1980-х годах.

## Фильмография
| Год       |   | Русское название                    | Оригинальное название                          | Роль                                |
| --------- | - | ----------------------------------- | ---------------------------------------------- | ----------------------------------- |
| 2024—2025 | с | Одержимость тобой                   | порт. Mania de Você                            | Берта Перейра Кавальканти           |
| 2024      | с | Зачарованные                        | порт. Encantado's                              | Далва                               |
| 2023—2024 | с | Земля и страсть                     | порт. Terra e Paixão                           | Агата Мейрелес Ла Селва             |
| 2021      | с | Любовь матери                       | порт. Amor de Mãe                              | Вера Аморим                         |
| 2019      | с | Сироты земли                        | порт. Órfãos da Terra                          | Рания Ансара Насер                  |
| 2019      | ф | Забытый                             | порт. Deslembro                                | Лусия                               |
| 2017—2018 | с | Другая сторона рая                  | порт. O Outro Lado do Paraíso                  | Надия Кампос Ногейра                |
| 2017      | с | Два брата                           | порт. Dois Irmãos                              | Зана Рахал                          |
| 2017      | ф | Зверь в джунглях                    | порт. A Fera na Selva                          | Мария                               |
| 2017      | ф | Аппетитные, красивые и сексуальные  | порт. Gostosas, Lindas & Sexies                | Кармен                              |
| 2016      | ф | Только один мужчина                 | порт. Um Homem Só                              | Тетя Лейла                          |
| 2016      | с | Этот прекрасный мир                 | порт. Êta Mundo Bom!                           | Анастасия де Соуза Сампайо Мартинью |
| 2015      | ф | Шато, Король Бразилии               | порт. Chatô, o Rei do Brasil                   | Консуэло                            |
| 2001—2014 | с | Большая семья                       | порт. A Grande Família                         | Вильма                              |
| 1996—2013 | с | Прочь с дороги!                     | порт. Sai de Baixo                             | Ева                                 |
| 2013      | с | Любовь к жизни                      | порт. Amor à Vida                              | Ордалия Апаресида Соуза Араужо      |
| 2012      | с | Проспект Бразилии                   | порт. Avenida Brasil                           | Муриси Араужо                       |
| 2011      | с | Лара через З                        | порт. Lara com Z                               | Сандра Хейберт                      |
| 2011      | ф | Бумажный фильтр                     | порт. Filtro de Papel                          | директор                            |
| 2010      | с | В конце концов, чего хотят женщины? | порт. Afinal, o Que Querem as Mulheres?        | Ноэми                               |
| 2010      | с | Новые времена                       | порт. Tempos Modernos                          | Элия Пимента                        |
| 2009      | с | Дороги Индии                        | порт. Caminho das Índias                       | Индира Ананда                       |
| 2008      | с | Капиту                              | порт. Capitu                                   | Дона Глория Сантьяго                |
| 2007      | с | Вечная магия                        | порт. Eterna Magia                             | Перола О'Брайан Салливан            |
| 2006      | с | Змеи и ящерицы                      | порт. Cobras & Lagartos                        | Ева Падилья/Эсмеральда              |
| 2006      | с | Жуселину Кубичек                    | порт. JK                                       | Тарсила ду Амарал                   |
| 2005      | с | Америка                             | порт. América                                  | Неута Фонтес (Неута Вдова)          |
| 2004      | с | Одно лишь сердце                    | порт. Um Só Coração                            | Тарсила ду Амарал                   |
| 2003      | с | Дом семи женщин                     | порт. A Casa das Sete Mulheres                 | Дона Каэтана                        |
| 2001—2002 | с | Клон                                | O Clone                                        | Назира Рашид                        |
| 2004      | ф | Ольга                               | порт. Olga                                     | Эжени Бенарио                       |
| 2002      | ф | История глаз                        | порт. Histórias do Olhar                       | Марта                               |
| 2001      | ф | Тайная жизнь                        | порт. Uma Vida em Segredo                      | Констанса                           |
| 2001—2003 | с | Нормальные                          | порт. Os Normais                               | Марта                               |
| 2001      | с | Семья Майя                          | порт. Os Maias                                 | Кондесса де Гувариньо               |
| 2000—2003 | с | Храбрый                             | порт. Brava Gente                              | Леонор                              |
| 1992—2000 | с | Решать вам                          | порт. Você Decide                              |                                     |
| 1999      | с | Красавица и чудовище                | порт. O Belo e as Feras                        | Людмила                             |
| 1999      | с | В мире женщин                       | порт. Mulher                                   | Анита                               |
| 1999      | с | Воздушные замки                     | порт. Andando Nas Nuvens                       | Жанети                              |
| 1997      | с | Непокорная                          | порт. A Indomada                               | Санта-Мария-Педрейра (Сантинья)     |
| 1997      | ф | Любовь витает в воздухе             | порт. O Amor Está no Ar                        | Лора Берг                           |
| 1998      | с | Вавилонская башня                   | порт. Torre de Babel                           | Ванда Сильва (Вандона)              |
| 1998      | с | Неукротимая Хильда                  | порт. Hilda Furacão                            | Берта Мюллер                        |
| 1995—1996 | с | Взрыв в сердце                      | порт. Explode Coração                          | Лола                                |
| 1995—1997 | с | Комедия частной жизни               | порт. A Comédia da Vida Privada                | Элена                               |
| 1995      | с | Братья Кораджем                     | порт. Irmãos Coragem                           | Эстела                              |
| 1995      | с | Его любовь и его грехи              | порт. Engraçadinha: Seus Amores e Seus Pecados | Мария Апаресида                     |
| 1994      | с | Случай в Антаресе                   | порт. Incidente em Antares                     | Элеутерия Бранко                    |
| 1993      | с | Возрождение                         | порт. Renascer                                 | Иоланда Мартинес (Дона Патроа)      |
| 1993      | ф | День исцеления                      | порт. O Dia da Cura                            |                                     |
| 1991      | с | Счастье                             | порт. Felicidade                               | Изаура                              |
| 1990      | с | Желание                             | порт. Desejo                                   | Лусинда                             |
| 1990      | ф | Проснись, Раймундо... Проснись!!!   | порт. Acorda, Raimundo... Acorda!!!            | Марта                               |
| 1987      | с | Элена                               | порт. Helena                                   | Джоана                              |
| 1985      | с | Надежда в воздухе                   | порт. Uma Esperança no Ar                      | Дебора                              |
| 1984      | с | Мой сын, моя жизнь                  | порт. Meus Filhos, Minha Vida                  | Изабель                             |
| 1984      | с | Украденная жизнь                    | порт. Vida Roubada                             | Хильда                              |
| 1984      | с | Дело правды                         | порт. Caso Verdade                             |                                     |
| 1982      | с | Чемпион                             | порт. Campeão                                  | Кристина                            |
| 1982      | с | Змеиное гнездо                      | порт. Ninho da Serpente                        | Лидия                               |
| 1971      | ф | Плата за смерть                     | порт. O Salário da Morte                       | Джоанинья                           |